# Fats Navarro
Theodore (Fats) Navarro (Key West, Flórida, 24 de Setembro de 1923 – Nova Iorque, 6 de Julho de 1950), foi um trompetista de jazz norte-americano. Foi um dos pioneiros do bebop, e do jazz de improvisação, nos anos 40.  A sua carreira foi de curta duração, mas teve influência em vários músicos, como Clifford Brown

## Biografia
Fats Navarro nasceu em Key West, na Flórida, filho de pais de origem cubana e chinesa. Começou a tocar piano com 6 anos,  e trompete aos 13. Termina os seus estudos com 17 anos, e junta-se a grupos de dança, dando concertos na região do centro-norte dos EUA.
Após tocar com várias bandas, e ter ganho experiência, Navarro decide ficar a morar em Nova Iorque, em 1946, e é nesta cidade que a sua carreira realmente se inicia. Toca, entre outros, com Charlie Parker. O seu virtuosismo, que rivalizava com Dizzy Gillespie, dá-lhe a oportunidade de tocar com Kenny Clarke, Dexter Gordon, Coleman Hawkins, Benny Goodman, Bud Powell, e Tadd Dameron.
A sua origem cubana, e consequente capacidade de falar espanhol, levam-no a tocar em em clubes latinos de Nova Iorque, e a gravar músicas com essa influência como Jahbero, Casbah ou Stop, esta última composta pelo saxofonista tenor, Don Lanphere.
A par da sua fraca saúde agravada pela tuberculose, Navarro torna-se consumidor de heroína. Lentamente, o músico acaba por falecer com apenas 26 anos.